# PocketQube
Un PocketQube è una tipologia di satellite miniaturizzato usato per le ricerche nello spazio; occupa un volume di circa 125 cm³ (5 cm per lato, un ottavo del volume di un CubeSat), pesa non più di 250 grammi e generalmente utilizza per la propria elettronica componenti elettronici commerciali pronti all'uso.
A partire dal 2009 Morehead State University (MSU) e Kentucky Space hanno sviluppato alcune specifiche dei PocketQube per aiutare le università di tutto il mondo a svolgere attività di esplorazione spaziale. Mentre la maggior parte dello sviluppo proviene dal mondo accademico, diverse aziende costruiscono PocketQube, come GAUSS (azienda)GAUSS Srl, Fossa Systems e Alba Orbital. I progetti PocketQube sono stati anche oggetto di campagne Kickstarter.  Il formato PocketQube è anche popolare per i costruttori amatoriali di radio satellitari.

## Design
Lo standard fu inizialmente proposto da Bob Twiggs della Morehead State University, con l'intento di fabbricare un satellite che potesse essere contenuto in una tasca (da cui il nome PocketQube).
Le specifiche dei PocketQube seguono i medesimi principi ed obiettivi dei CubeSat: la semplificazione consente di progettare e produrre un satellite funzionante a basso costo; l'incapsulamento dell'interfaccia launcher-payload consente di risparmiare l'enorme quantità di lavoro manageriale precedentemente richiesta per accoppiare un satellite piggyback con il suo vettore; la standardizzazione di payload e vettori consente rapide sostituzioni del carico e la possibilità di sfruttare opportunità di lancio anche con breve preavviso.

## Storia
I PocketQube sono stati proposti inizialmente nel 2009 come soluzione all'incremento dei costi dei CubeSat. I primi 4 satelliti PocketQube sono stati lanciati il 21 novembre 2013, a bordo della loro nave madre, l'Unisat-5. Il prossimo lancio previsto è quello dell'Alba Cluster 1 a bordo del Vector-R, nel 2019. Il più grande PocketQube mai lanciato è un PocketQube 2.5P chiamato T-Logoqube.

## Workshops
Il primo workshop si è tenuto negli USA nell'Ames Research Center e a Cape Canaveral nell'aprile 2014. Il secondo workshop si è tenuto tre anni dopo nell'università TU Delft in Olanda nel marzo 2017. Il terzo workshop ha avuto luogo a TU Delft nel marzo 2018, con 22 presentazioni e 70 partecipanti. Questo è ora un evento annuale per gli sviluppatori di PocketQube.

## Lanciati
| Nome                                                              | Foto | Tipo | Organizzazione                                     | Missione                                                     | Data di lancio (UTC) | Razzo | COSPAR ID | Status                                 | Data di caduta          | Osservazioni   |
| ----------------------------------------------------------------- | ---- | ---- | -------------------------------------------------- | ------------------------------------------------------------ | -------------------- | ----- | --------- | -------------------------------------- | ----------------------- | -------------- |
| T-LogoQube (Beakersat-1, MagPocketQube, Eagle-1)                  |      | 2.5P | Morehead State University, Sonoma State University | Strumento didattico                                          | 21-11-2013, 07:11    | Dnepr | TBC       | Inattivo                               |                         |                |
| $50Sat (Eagle-2) Archiviato l'8 ottobre 2015 in Internet Archive. |      | 1.5p | Gruppo amatoriale                                  | Missione amatoriale                                          | 21-11-2013, 07:11    | Dnepr | TBC       | Decaduto Contatto perso il: 19-07-2015 | Decaduto il: 18-05-2018 | Team Interview |
| QubeScout-S1                                                      |      | 2.5p | University of Maryland, Baltimore County           | TBC                                                          | 21-11-2013, 07:11    | Dnepr | TBC       | Inattivo                               |                         |                |
| WREN                                                              |      | 1p   | Stadoko UG                                         | Tech demo, Camera SSTV, 3 Axis Reaction Wheel e pp Thrusters | 21-11-2013, 07:11    | Dnepr | TBC       | Inattivo                               |                         | Team Interview |

## In fase di sviluppo
| Nome                                                      | Foto | Tipo | Organizzazione                                                      | Missione                                                           | Data di lancio (UTC) | Razzo                                                             | Intermediario          | Status              | Osservazioni                                                                                                  |
| --------------------------------------------------------- | ---- | ---- | ------------------------------------------------------------------- | ------------------------------------------------------------------ | -------------------- | ----------------------------------------------------------------- | ---------------------- | ------------------- | --- |
| OzQube-1                                                  |      | 1p   | Picosat Systems                                                     | Osservazione della Terra                                           | TBC                  | TBC                                                               | TBC                    | In fase di sviluppo | Team Interview                                                                                                |
| Arduiqube                                                 |      | 1p   | DIYSATELLITE                                                        | Dimostratore tecnologico                                           | Q4 2019              | Sojuz                                                             | GAUSS                  |                     | Team Interview http://www.diysatellite.com/arduiqube.html Archiviato il 24 febbraio 2021 in Internet Archive. |
| SMOG-1                                                    |      | 1p   | Budapest University of Technology and Economics, Hungary            | Misurazioni dello spettro radio nella banda UHF TV                 | Q4 2019              | Sojuz                                                             | GAUSS                  | In fase di sviluppo | |
| ArduOrbiter-1                                             |      | 1p   | Reid Technologies                                                   | TBC                                                                | TBC                  | TBC                                                               | N/A                    |                     | https://www.reidtech.global/                                                                                  |
| Discovery 1a                                              |      | 1p   | Beyond Earth                                                        | Camera / Foto satellitari                                          | TBC                  | Electron                                                          | Alba Orbital Cluster 2 | In fase di sviluppo | Company Website                                                                                               |
| Unicorn-1                                                 |      | 2p   | Alba Orbital                                                        | LEO > GEO Relatore Dimostrante                                     | Q4 2019              | Sojuz                                                             | GAUSS                  | In fase di sviluppo | Satellite Webpage                                                                                             |
| UoMBSat1 Archiviato il 13 marzo 2017 in Internet Archive. |      | 1p   | University of Malta + University of Birmingham                      | Dimostratore tecnologico + Ecoscandaglio ionosferico               | TBC                  | TBC                                                               | TBC                    | In fase di sviluppo | ASTREA Website @ UoM Archiviato il 4 agosto 2020 in Internet Archive. SERENE Website @ UoB                    |
| Delfi-PQ                                                  |      | 3p   | Delft University of Technology                                      | Dimostratore tecnologico                                           | H2 2018              | Vector-R                                                          | Alba Orbital Cluster 1 | In fase di sviluppo | Delfi Space                                                                                                   |
| Unicorn-2a                                                |      | 3p   | Alba Orbital                                                        | Dimostratore tecnologico                                           | H2 2018              | Vector-R                                                          | Alba Orbital Cluster 1 | In fase di sviluppo | Alba Orbital                                                                                                  |
| ATL-1                                                     |      | 2p   | Advanced Technology of Laser                                        | Testare un nuovo isolante termico nello spazio                     | TBC                  | Electron                                                          | Alba Orbital Cluster 2 | In fase di sviluppo | ATL 1 Website                                                                                                 |
| EASAT-2                                                   |      | 2p   | Amsat EA                                                            | Missione amatoriale                                                | TBC                  | TBC                                                               | TBC                    | In fase di sviluppo | https://web.archive.org/web/20180515183712/https://www.amsat-ea.org/easat-2/                                  |
| Astria                                                    |      | 1p   | British Columbia Institute of Technology - Satellite Launch Program | Test di fattibilità strutturale a 30.000 piedi per un nuovo design | June 2018            | University of British Columbia's Second Rocket (under production) | TBC                    | In fase di sviluppo | |
| SATLLA                                                    |      | 2p   | Ariel University                                                    | Testare un comunicatore laser                                      | TBC                  | TBC                                                               | TBC                    | In fase di sviluppo | |
| APRS PocketQube                                           |      | 1p   | National Chiao-Tung University                                      | APRS PocketQube per lo spostamento del tracciamento degli oggetti  | TBC                  | TBC                                                               | TBC                    | In fase di sviluppo | |
| TRSI                                                      |      | 1p   | Tristar & Red Sector Inc.                                           | Amatoriale, testare un nuovo ricevitore                            | TBC                  | Electron                                                          | Alba Orbital Cluster 2 | In fase di sviluppo | http://www.pocketqub.de/                                                                                      |
| Nepal-PQ1                                                 |      | 1p   | ORION Space                                                         | Educazione                                                         | TBC                  | TBC                                                               | TBC                    | In fase di sviluppo | http://www.myrepublica.com/news/21899/                                                                        |
| SMOG-P                                                    |      | 1p   | BME                                                                 | Monitoraggio dello spettro                                         | TBC                  | Electron                                                          | Alba Orbital Cluster 2 | In fase di sviluppo | |
| TBA                                                       |      | 1p   | Croatian Makers                                                     | STEM                                                               | TBC                  | TBC                                                               | Alba Orbital Cluster 3 | In fase di sviluppo | http://croatianmakers.hr/hr/project/prvi-hrvatski-satelit/                                                    |
| UBO                                                       |      | 1p   | Satellite Applications Catapult                                     | Outreach                                                           | TBC                  | TBC                                                               | TBC                    | In fase di sviluppo | http://buildubo.co.uk/build/ Archiviato il 20 giugno 2019 in Internet Archive.                                |
| Myansat-1                                                 |      | 1p   | Independent                                                         | Outreach                                                           | TBC                  | TBC                                                               | TBC                    | In fase di sviluppo | https://web.archive.org/web/20190115020853/http://myansat.com/                                                |
| TFTQube                                                   |      | 1p   | The Flame Trench                                                    | Amatoriale                                                         | TBC                  | TBC                                                               | TBC                    | In fase di sviluppo | https://theflametrench.com/flagship/                                                                          |
| FossaSat-1                                                |      | 1p   | Fossa Systems                                                       | Dimostrazione di LoRa e pannelli solari schierabili.               | Q2 2019              | Electron                                                          | Alba Orbital Cluster 2 | In fase di sviluppo | https://Fossa.systems                                                                                         |
| TBC                                                       |      | TBC  | University of Zacatecas                                             | STEM                                                               | TBC                  | TBC                                                               | TBC                    | In fase di sviluppo | https://www.researchgate.net/project/Design-and-Implementation-of-a-PocketQube-system-for-educative-purposes  |
| grizuSAT (Project X)                                      |      | 1p   | Zonguldak Bülent Ecevit University                                  | Educazione                                                         | Mid 2020             | TBC                                                               | TBC                    | In fase di sviluppo | https://x.grizu-263.space/ Archiviato il 27 ottobre 2018 in Internet Archive.                                 |
| Noor 1a (Unicorn-2b)                                      |      | 3p   | Stara Space                                                         | Sperimentale                                                       | Mid 19               | Electron                                                          | Alba Cluster 2         | In fase di sviluppo | https://www.albaorbital.com                                                                                   |
| Noor 1b (Unicorn-2c)                                      |      | 3p   | Stara Space                                                         | Sperimentale                                                       | Mid 19               | Electron                                                          | Alba Cluster 2         | In fase di sviluppo | https://www.albaorbital.com                                                                                   |
| Birds 3                                                   |      |      | Birds project                                                       | Sperimentale                                                       | Mid 19               | TBC                                                               | TBA                    | In fase di sviluppo | https://thehimalayantimes.com/nepal/nepal-launching-own-satellites-by-mid-may/                                |

## Lancio
A partire dal dicembre 2018, gli unici intermediari di lancio in grado di fornire l'integrazione di lancio per i satelliti PocketQube sono Alba Orbital e GAUSS Srl.